# Mrtvé moře
Mrtvé moře (hebrejsky יָם הַ‏‏מֶ‏ּ‏לַ‏ח‎,  jam ha-Melach, doslova „moře Soli;“ arabsky البحر الميت‎;  al-bahr al-Majit, doslova „Mrtvé moře“) je bezodtoké slané jezero, které se rozkládá mezi Palestinou (Západní břeh Jordánu) a Izraelem na západě a Jordánskem na východě. Nachází se 430 metrů pod hladinou moře a je nejníže položeným odkrytým místem na zemském povrchu a nejníže položeným slaným jezerem na světě. Dosahuje maximální hloubky 304 metrů a je tak nejhlubším hypersalinitním jezerem na světě. Jeho salinita dosahuje 34,2 % (2011), čímž se řadí mezi nejslanější jezera na světě – je 9,6krát slanější než oceán – a má hustotu 1,24 kg/l, takže plavání v něm se podobá vznášení. Tato slanost vytváří drsné prostředí, ve kterém se rostlinám a živočichům nedaří, odtud také jeho název. Je 50 km dlouhé (severní část) a maximálně 15 km široké.
Mrtvé moře přitahuje návštěvníky z celého Středomoří již tisíce let. Bylo jedním z prvních světových lázní (pro Heroda Velikého) a dodavatelem nejrůznějších produktů, od asfaltu pro egyptskou mumifikaci až po potaš na hnojiva. Dnes turisté navštěvují moře na jeho izraelské straně, jordánské straně a ze Západním břehu Jordánu. Avšak rozvoj palestinského turistického průmyslu na Západního břehu Jordánu se potýká s komplikacemi. 
Má rozlohu 605 km², ještě v roce 1930 mělo rozlohu 1050 km2, jezero tedy poměrně rychle vysychá. Leží v Jordánském údolí a jeho hlavním přítokem je řeka Jordán.

## Název
V arabštině se Mrtvé moře označuje jako al-bahr al-Majit („Mrtvé moře“) nebo méně často jako bahr Lut (بحر لوط, „Lotovo moře“). Dalším historickým názvem v arabštině bylo „moře Zo'ar,“ po nedaleko stojícím městě. V hebrejštině se Mrtvé moře označuje jako jam ha-Melach („moře Soli“) nebo jako jam ha-Mavet („Moře smrti“). Ve starověku bylo někdy zmiňováno jako jam ha-Mizrachi (ים המזרחי‎, „Východní moře“) nebo jako jam ha-Arava („Aravské moře“). Dříve se označovalo také jako Asfaltové (starším výrazem Asfaltské) moře.

## Historie

Jezero Lisan v poslední době ledové zhruba vyplňovalo Levantský rift.

Mrtvé moře přitahuje zájem návštěvníků z okolí Středozemí už po tisíce let. Na tomto místě se ukrýval král David, bylo to jedno ze světově prvních léčebných míst a zdroj mnoha produktů používaných v různých oblastech od mumifikace v Egyptě až po hnojiva.

## Pobřeží

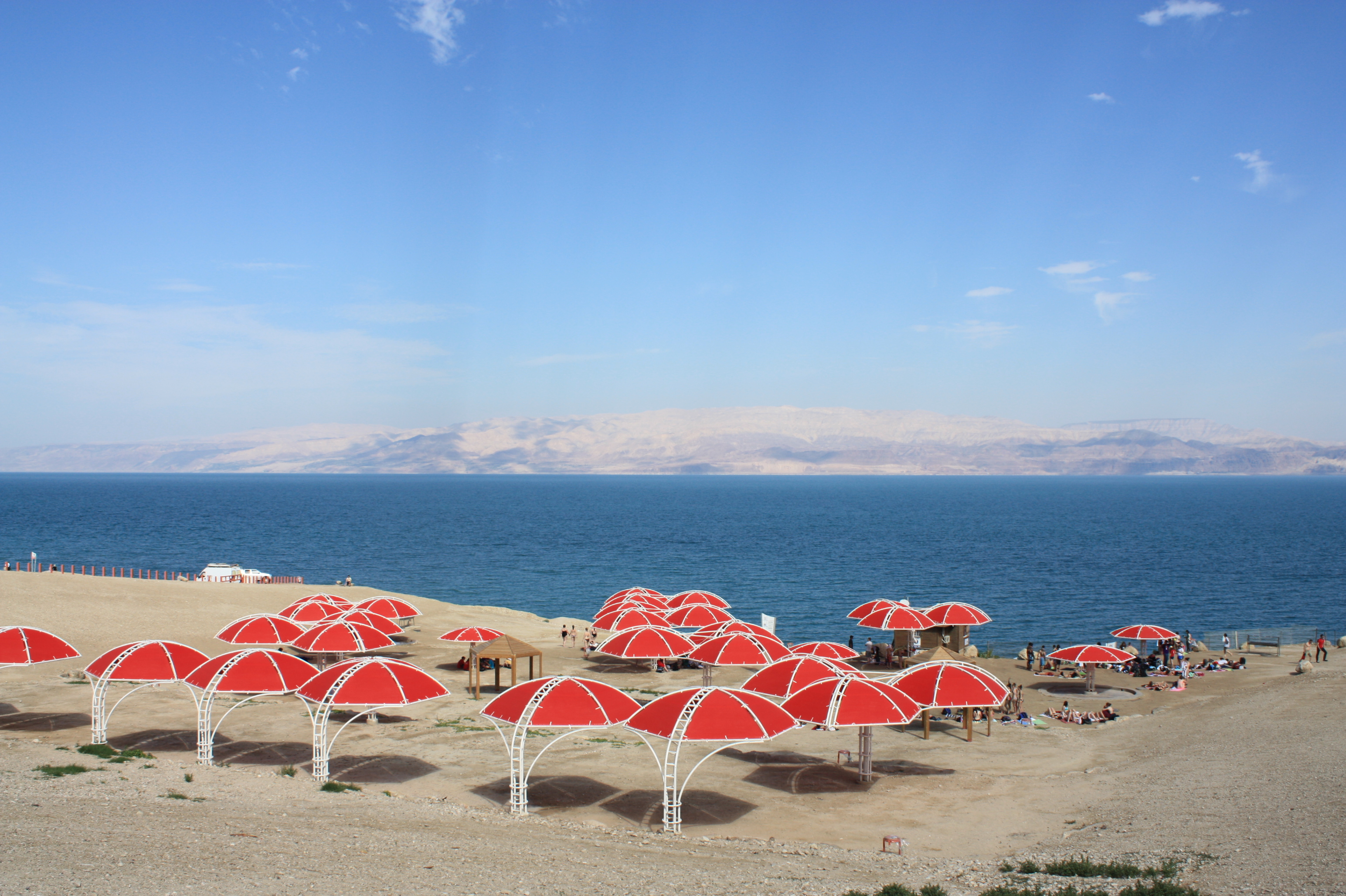
Pláž na izraelském pobřeží Mrtvého moře

Břehy na západě a východě jsou srázné a skalnaté. Na severu a jihu navazuje na pobřeží táhlá rovina. Pobřeží je převážně pusté, s výjimkou několika oáz a turistických resortů s plážemi pro koupání. U jižního břehu probíhá těžba soli a dalších minerálů, nachází se zde i rozsáhlý chemický komplex pro úpravu vytěžených surovin.

## Vodní režim
Zdrojem vody je převážně řeka Jordán, která do moře ústí na severu. Dalším zdrojem vody jsou četná vádí, která do moře ústí na východním i západním břehu a která mají v zimním dešťovém období občasné silné vodní průtoky. Například vádí Nachal Chever, které přichází z Judské pouště.
Horké a suché klima způsobuje nízké srážky (50–100 mm/rok) a vysoké vypařování z hladiny. V historické době značně kolísala hladina v rozmezí 12 m, avšak v poslední době dochází k trvalému poklesu hladiny jezera především v důsledku umělého zadržování vody řeky Jordán v Galilejském jezeře. Podle studie zveřejněné v roce 2009 za posledních 30 let ubylo v Mrtvém moři asi 14 km3 vody a jeho hladina klesá ročně asi o 70 cm. Pokud by proces pokračoval stejným tempem, mohlo by Mrtvé moře do roku 2050 zcela vyschnout, a proto se připravuje plán na vybudování 180 kilometrů dlouhého kanálu, který by z Rudého moře přes vádí al-Araba přiváděl do jezera mořskou vodu.
Záměr ale kritizuje řada vědců, např. z Institutu pro studia životního prostředí Arava, nebo ekologické organizace Přátelé Země, které varují před devastujícím dopadem projektu na údolí vádí Arava a na ekosystém Akabského zálivu.

## Vlastnosti vody

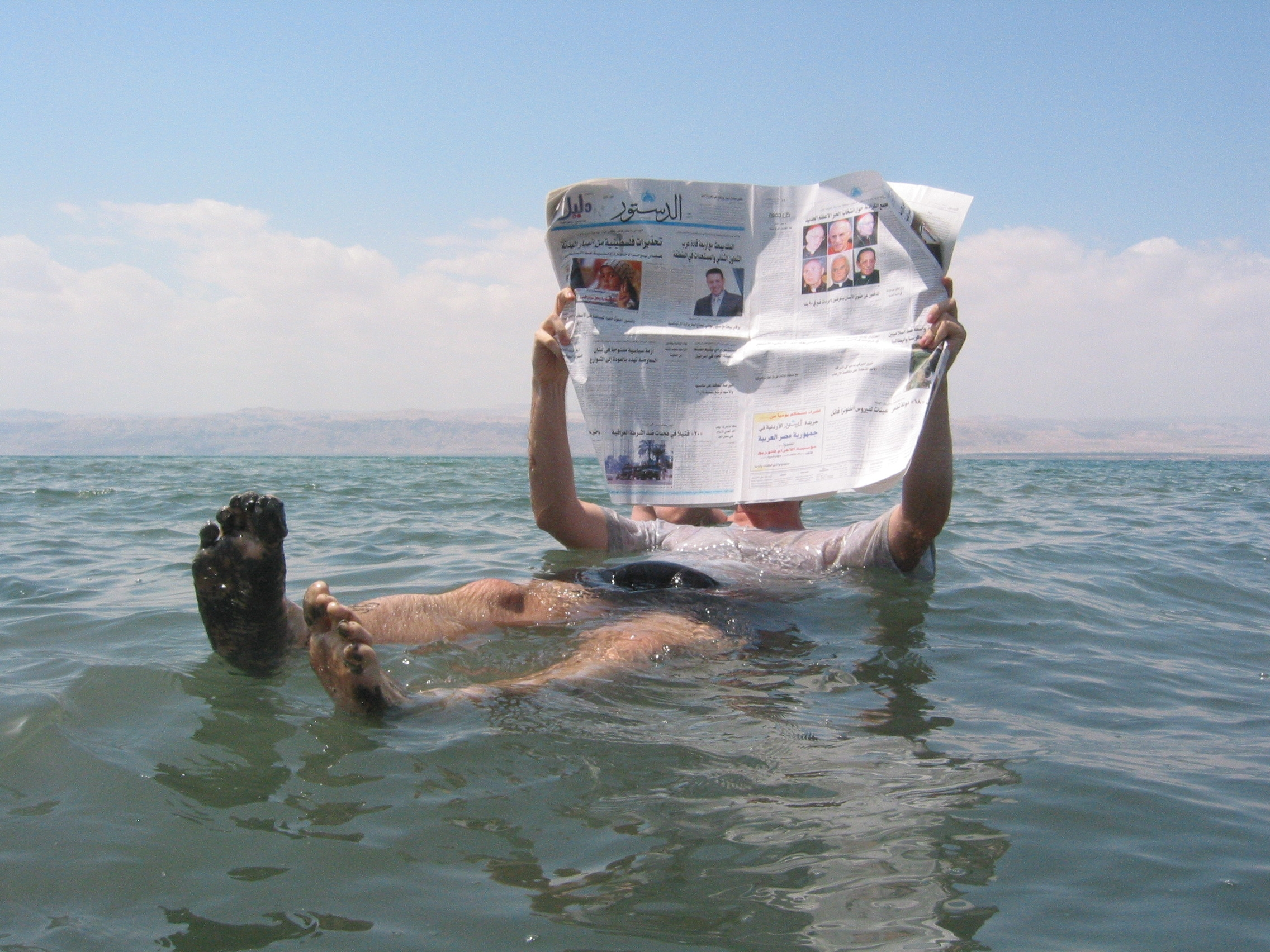
Vysoká hustota vody umožňuje pohodlné sezení na hladině Mrtvého moře

Horké klima způsobuje rovněž velmi vysokou mineralizaci vody. Slanost dosahuje 30 až 35 % (v závislosti na hloubce a teplotě) – v porovnání s mořskou vodou, která obsahuje v průměru 10× méně solí (3,5 %). Převládají chlorid hořečnatý (52 %), chlorid sodný (30 %), chlorid draselný a bromid hořečnatý.
Salinita Mrtvého moře dosahuje 34,2 % (2011), čímž se řadí mezi nejslanější jezera na světě. Větší salinitu mají pouze jezera Assal, Garabogazköl a některá hypersalinitní jezera v Dry Valleys v zátoce McMurdo na Antarktidě. Jeho salinita je 8,8× větší než Středozemního moře a téměř 9,4× větší než salinita oceánská.
Důsledkem vysokého podílu solí je vyšší hustota vody Mrtvého moře, a tedy vyšší vztlaková síla působící na plovoucí předměty. Pro udržení se nad hladinou proto není potřeba plavat – stačí do vody usednout a nechat se nadnášet.

## Fauna a flóra

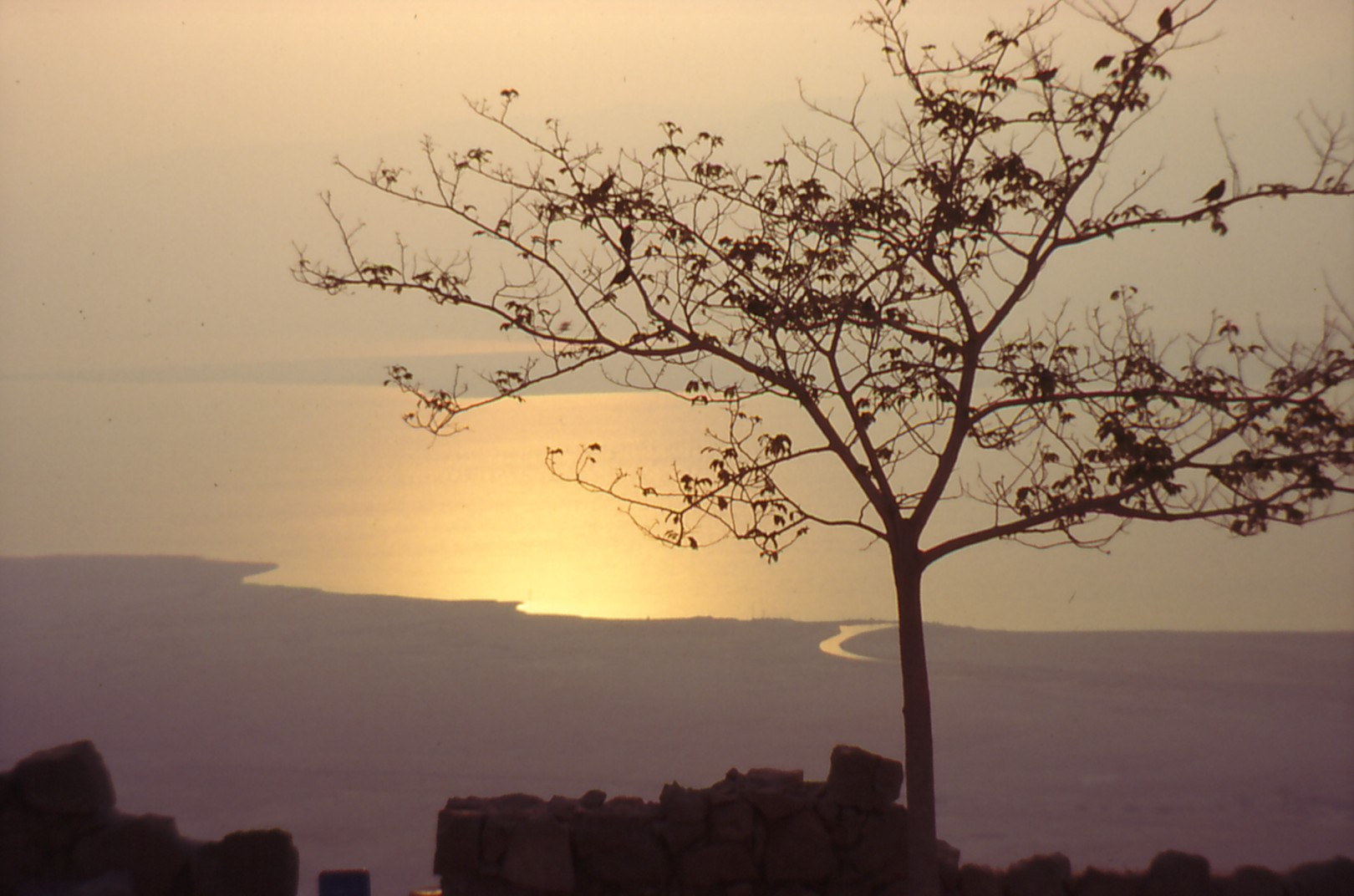
Západ slunce nad Mrtvým mořem, pohled od Masady

Jezero se nazývá „Mrtvé moře“ kvůli své vysoké salinitě, která brání životu vodních organismů, jako jsou ryby a vodní rostliny. Žijí zde však některé druhy extrémofilních bakterií a archeí jako jsou Halobacteria.
V období přívalu vody poklesne hladina soli v Mrtvém moři ze svých obvyklých 35 % na 30 % nebo ještě méně. Mrtvé moře se následně probudí k životu v důsledku deštivých zim. V roce 1980 se po jedné mimořádně deštivé zimě proměnilo normálně tmavomodré Mrtvé moře v červené. Výzkumníci z Hebrejské univerzity zjistili, že bylo Mrtvé moře plné zelené řasy zvané Dunaliella. Dunaliella se živí karotenem obsahujícími halobacteriemi, což mělo za následek změnu barvy. Od roku 1980 však dochází k úbytku vody a tato řasa se již v tak hojném počtu neobjevila.
V horách obklopujících Mrtvé moře si našlo domov mnoho živočišných druhů. Žijí zde velbloudi, kozorožci, zajíci, damani, šakalové, lišky a dokonce i levharti. Žijí zde rovněž stovky druhů ptáků. Izrael i Jordánsko vyhlásily na obou stranách jezera přírodní rezervace.
Delta řeky Jordán byla původně džunglí papyrusu a palem. Iosephus Flavius popsal Jericho jako „nejúrodnější místo v Judsku“. Díky pěstování cukrové třtiny, henny a fíků bylo dolní údolí Jordánu v římských a byzantských dobách bohatou oblastí. Jedním z nejcennějších produktů v Jerichu byla míza z myrhovníku, ze které se vyráběly parfémy.